# Arrêté fédéral
Pour les autres articles nationaux ou selon les autres juridictions, voir arrêté.
Un arrêté fédéral est un acte administratif unilatéral pris par certaines autorités d'un État fédéral.

## Canada
Au Canada, un arrêté ministériel peut être fédéral ou provincial. Selon l'Encyclopédie du parlementarisme québécois, il peut être défini comme étant un « acte administratif de portée générale ou individuelle pris par un ministre en exécution d'un décret ou d'une loi ». L'arrêté ministériel fédéral se distingue du décret fédéral, qui est un « outil statutaire par le biais duquel le gouverneur général (qui représente le pouvoir exécutif du gouverneur en conseil) exprime une décision avec l’avis et le consentement du Conseil privé de la reine pour le Canada ».

## Suisse
En Suisse, un arrêté fédéral est un acte qui peut être adopté par l'Assemblée fédérale suisse en application d'une loi fédérale, dans la mesure où le texte ne contient pas de règles de droit (art. 163 al. 2), c'est-à-dire qu'il ne peut s'agir que de décisions d'application de normes générales et abstraites prévues dans la loi.
C'est avec la Constitution fédérale de 1874 (art. 89 al. 2) qu'est apparue la possibilité d'adoption d'un arrêté fédéral de portée générale. La différence par rapport à une loi fédérale ordinaire réside dans la « clause d'urgence » et dans sa durée limitée dans le temps.
La Constitution fédérale de 1999 confirme cette configuration, même si la forme de la loi fédérale peut aussi être utilisée. La différence réside dans la soumission au référendum facultatif. Dans le cas d'un arrêté, le référendum n'est possible que si la Constitution ou la loi le prévoit (art. 141 al. 1 let. c) ; on parle alors de référendum administratif.
Par ailleurs, il n'est pas visé par la règle prévue à l'article 189 de la Constitution concernant un recours auprès du Tribunal fédéral.

### Bases légales
- Constitution fédérale de la Confédération suisse (Cst.) du 18 avril 1999 (état le 1er janvier 2020), RS 101..